# 2960 Ohtaki
2960 Ohtaki је астероид главног астероидног појаса са средњом удаљеношћу од Сунца која износи 2,220 астрономских јединица (АЈ).
Апсолутна магнитуда астероида је 14,2.